# 12 Pułk Ułanów (powstanie listopadowe)
12 Pułk Ułanów – pułk jazdy polskiej okresu zaborów.
Sformowany w Chrynkach 26 maja 1831.

## Dowódca pułku
- kpt. książę Jan Józef Giedroyć (1 lipca awansował do stopnia majora)[1].

## Walki pułku
Pułk brał udział w walkach w czasie powstania listopadowego.
Bitwy i potyczki:
- Wilno (19 czerwca 1831),
- Powendenie (10 lipca 1831),
- Nowe Miasto Żmudzkie (13 lipca 1831).